# Parto sem assistência

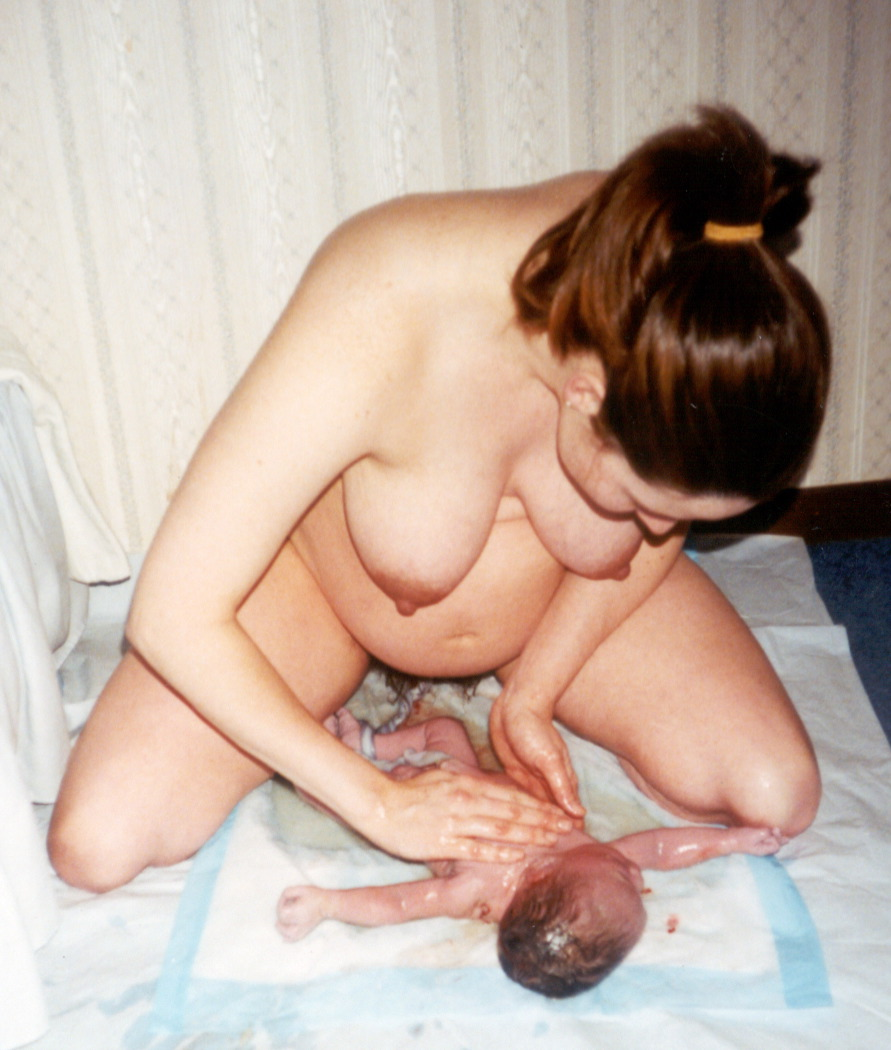
Uma mulher dá à luz sem assistência em casa.

Parto sem assistência (UC) refere-se ao processo de, intencionalmente, realizar o Parto sem a assistência de um profissional de saúde atuando como acompanhante do parto. Também é conhecido como freebirth, DIY (do-it-yourself) birth, unhindered birth, e unassisted home birth. O parto sem assistência é, por definição, um processo planejado e, portanto, distinto de um nascimento sem assistência por motivo de emergência, falta de acesso a um acompanhante de parto qualificado ou outras razões. Também é diferente do Parto domiciliar, embora a maioria dos UC também ocorra no domicílio.
O Vital Statistics Canada define um nascimento “sem assistência/sem atendimento” como aquele que ocorre sem um profissional médico registrado, independentemente de outros profissionais do parto que possam ter estado presentes (doulas, acompanhantes não médicos ou tradicionais etc.). Muitos nascimentos “sem assistência” envolvem a presença de um acompanhante não médico; em outras definições, há apenas familiares ou pares, sem qualquer apoio profissional. Aproximadamente 0,25% dos nascimentos nos Estados Unidos são sem assistência.
O parto sem assistência envolve riscos. Diversas sociedades médicas nacionais, bem como associações de parteiras, desaconselham a prática. Vinte por cento de todas as gestações previamente normais evoluem para situações de complicação e alto risco durante o trabalho de parto, o que pode exigir assistência de profissionais treinados. Obstetras não recomendam partos domiciliares, mesmo com acompanhamento profissional, quando a gestante tem Hipertensão ou quando se espera um parto pélvico. Uma meta-análise de 2010 concluiu que partos domiciliares planejados tiveram taxa de mortalidade neonatal três vezes maior.

## Tipos

### Sem assistência com amigos ou família
Embora o parto sem assistência não inclua o uso de pessoal médico ou acompanhantes de parto em capacidade profissional, a parturiente pode desejar ter outras pessoas presentes. Isso pode incluir o parceiro, amigos próximos, avós do bebê ou outros familiares. Essas pessoas podem assumir papéis como cuidar de outras crianças, preparar alimentos, garantir que a mãe não seja perturbada por telefonemas etc.

### Parto do casal
Uma mulher em trabalho de parto e seu parceiro podem desejar ficar a sós para o nascimento do filho. Alguns casais que optam pelo parto sem assistência consideram o nascimento uma consumação ou extensão da vida conjugal. Em busca de um parto orgásmico ou extático, deseja-se alto grau de privacidade. Outros podem simplesmente considerar o parto um momento íntimo de vínculo entre os cônjuges e o recém-nascido.

### Parto solo
Algumas mulheres escolhem parir completamente sozinhas. Podem recolher-se a um cômodo no momento do nascimento e só depois chamar o parceiro; ou podem permanecer inteiramente sozinhas em casa ou em outro local. Mulheres que escolhem um parto solo podem ver o parto como um processo intensamente privado ou sentir que têm todos os recursos de que precisam por meio da própria intuição.

### Freebirth
Dar à luz sem qualquer supervisão de profissional de saúde. Às vezes é usado como sinônimo de “parto sem assistência” e, às vezes, para descrever qualquer parto sem profissionais com licença médica, independentemente de quem mais esteja presente em papel de apoio.

## Preparação para o parto e cuidados pré-natais

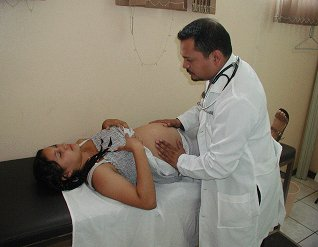
Médico realizando exame pré-natal em uma gestante

No que diz respeito ao cuidado médico pré-natal, defensoras do parto sem assistência reconhecem duas categorias amplas:

### Assistido
Muitas mulheres que planejam um parto sem assistência optam por ter cuidado pré-natal profissional como parte da preparação. Isso pode incluir consultas regulares com um médico ou acompanhamento por uma parteira. Buscar a ajuda de um médico ou de uma parteira pode permitir a detecção de fatores de risco que tornariam desaconselhável um parto sem assistência, como Placenta prévia. O cuidado pré-natal profissional também pode ajudar a identificar fatores de risco que possam ser manejados para que o parto sem assistência prossiga conforme planejado. Em vez de seguir um calendário tradicional de consultas, algumas mulheres podem escolher seletivamente os atendimentos.

### Sem assistência
Algumas mulheres que escolhem UC também optam por uma gestação sem acompanhamento médico; isto é, não visitam médico ou outro profissional para o pré-natal. Há possíveis consequências com risco de vida quando não há acompanhamento médico em caso de complicações.

## Prevalência

### Estados Unidos
O Centro Nacional de Estatísticas de Saúde relata que, dos 4,1 milhões de bebês nascidos nos Estados Unidos em 2004, mais de 7.000 nasceram em casa sem a presença de parteira ou médico. Desconhece-se qual parcela desses nascimentos — aproximadamente um sexto de 1% do total — ocorreu por escolha.

### Austrália
Não se sabe quantas mulheres na Austrália dão à luz em casa por escolha, sem assistência médica. Partos domiciliares na Austrália representam 0,25% de todos os nascimentos, sendo a maioria com assistência de parteira.

## Motivações
Um estudo qualitativo de 2021 realizado na Polônia examinou, por meio de entrevistas semiestruturadas, os caminhos de mulheres até o freebirth, buscando entender por que escolhiam parir completamente sem assistência. As autoras apontaram “grande diversidade de caminhos para o freebirth” entre as participantes. Contudo, todas relataram experiências negativas anteriores com a assistência obstétrica, em que sentiram descompasso entre suas necessidades e o cuidado recebido. As mulheres foram mais propensas a relatar experiências traumáticas sobre partos hospitalares do que sobre partos domiciliares com parteiras, embora tenha havido relatos negativos em ambos. Dois temas identificados foram o “uso persistente e desnecessário de tecnologia médica” e a “grosseria e falta de respeito” por parte de prestadores. Todas acreditaram que intervenções médicas complicaram experiências anteriores. Além disso, todas descreveram o freebirth como “positivo e fortalecedor” devido à maior sensação de autonomia e à participação de pessoas de apoio.

## Riscos
Em resposta ao interesse crescente no parto sem assistência, várias sociedades médicas nacionais, incluindo a Sociedade de Obstetras e Ginecologistas do Canadá, o Colégio Americano de Obstetras e Ginecologistas, e o Real Colégio Australiano e Neozelandês de Obstetras e Ginecologistas, emitiram declarações públicas firmes advertindo contra a prática. Associações profissionais de parteiras, incluindo o Real Colégio de Parteiras e o Colégio Americano de Enfermeiras Obstétricas também alertam contra o UC.
O parto sem assistência tem sido associado a elevação substancial das taxas de mortalidade materna e neonatal. Uma das poucas, e talvez a única, investigação formal sobre taxas de mortalidade associadas à prática foi conduzida pelo Estado de Indiana em 1984, entre membros de uma comunidade religiosa local. A investigação encontrou taxa de mortalidade perinatal 2,7 vezes maior e mortalidade materna 97 vezes maior do que a média estadual. Nessa comunidade, gestantes não recebem pré-natal e dão à luz em casa sem assistência médica. A comunidade evita não apenas o pré-natal, mas todo cuidado médico.
O parto sem assistência envolve riscos sérios. Se algo sair errado durante o trabalho de parto, mãe e bebê podem necessitar de ajuda de equipe treinada. Segundo o presidente do Colégio Americano de Obstetras e Ginecologistas, Thomas Purdon, vinte por cento de todas as gestações previamente normais evoluem para complicações e situações de alto risco durante o trabalho de parto, que podem resultar em desfechos adversos graves para mãe e bebê, incluindo morte.
Obstetras não recomendam partos domiciliares, mesmo com acompanhamento profissional, quando a gestante tem hipertensão ou quando se espera parto pélvico. Uma meta-análise de 2010 concluiu que partos domiciliares planejados tiveram taxa de mortalidade neonatal três vezes maior.

## Proponentes
O movimento de UC cresceu a partir do Parto natural, cujos pioneiros incluem Grantly Dick-Read, Robert A. Bradley e Fernand Lamaze. Proponentes influentes incluem Marilyn A. Moran, Jeannine Parvati Baker e Laura K. Shanley. A Free Birth Society é um grupo influente de defesa do freebirth; vende cursos on-line e consultas privadas. A fundadora e as instrutoras da Free Birth Society não têm formação médica.

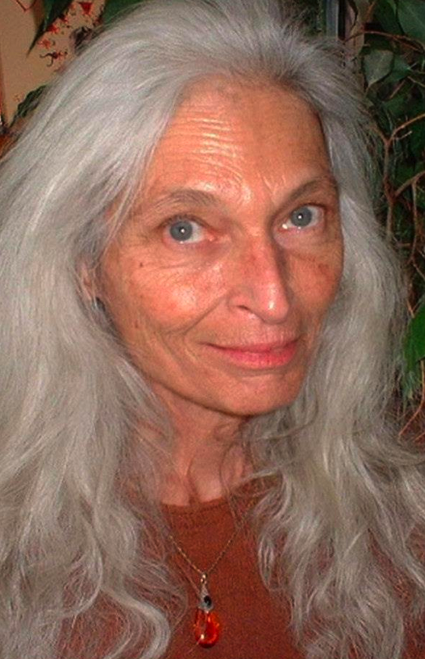
Jeannine Parvati-Baker, defensora do parto sem assistência

Parvati Baker, ioguini, escritora, poeta, herbalista e “parteira espiritual”, cunhou o termo freebirth para descrever o UC.[carece de fontes?]
Shanley, escritora, poeta e consultora de parto autodeclarada, é autora do livro Unassisted Childbirth (1993), que ajudou a popularizar a prática. Inspirada pelos escritos de Dick-Read, Shanley, que não tem formação formal em ginecologia ou obstetrícia, deu à luz seus cinco filhos sem assistência e sem pré-natal. Quatro sobreviveram; o quarto, nascido quatro semanas prematura em seu banheiro, morreu horas depois devido a defeito cardíaco, pneumonia e sepse.
As razões para escolher parir sem assistência variam amplamente; frequentemente citam[carece de fontes?] a crença de que o parto é uma função normal do corpo feminino e, portanto, não é uma emergência médica. Outras crenças incluem que muitas intervenções médicas comuns causam mais mal do que bem em partos normais; que a mãe, em um ambiente sem perturbações, seguirá mais o fluxo natural do próprio parto, encontrando posições e técnicas para parir com segurança; que o parto é uma experiência íntima, sexual e potencialmente orgásmica,[carece de fontes?] e que a privacidade é essencial para permitir essa dimensão erótica.
Defensoras acreditam que o parto sem assistência aumenta o sentimento materno e a capacidade de vínculo materno e de assumir responsabilidade pelo bem-estar do filho. Algumas não conseguem encontrar profissionais dispostos a atender o parto domiciliar desejado. Em muitas áreas dos Estados Unidos, não há parteiras ou médicos disponíveis para partos em casa. Da mesma forma, o caso específico pode dificultar encontrar um profissional disposto, como costuma ocorrer no parto vaginal após cesariana (VBAC).

## Controvérsia
A controvérsia em torno do UC gira, principalmente, em torno de sua segurança. Críticos, como a Sociedade de Obstetras e Ginecologistas do Canadá (SOGC), afirmam que o parto sem assistência é bastante inseguro, e que quem o pratica está “flertando com o perigo”. Um porta-voz do Colégio Americano de Obstetras e Ginecologistas deu uma avaliação de uma palavra: “perigoso”. A SOGC observa que mais de 500.000 mulheres morrem anualmente no mundo por complicações do parto, e que, mesmo em países desenvolvidos, onde gestantes recebem pré-natal completo, até 15% dos partos envolvem complicações potencialmente fatais. Em países pobres com desnutrição, tabus ou falta de profissionais qualificados, taxas de mortalidade materna e mortalidade infantil e complicações como fístula são muito mais altas, com disparidades que chegam a duas ordens de magnitude. Críticos também apontam as altas taxas históricas de complicação e morte antes da medicina moderna: entre 10 e 15 óbitos por 1.000 nascimentos.
Proponentes respondem enfatizando que o parto não é doença, mas um processo fisiológico natural que requer nutrição adequada, higiene, autocuidado pré-natal e preparação psicológica. Afirmam que, ao longo da história e nas regiões pobres atuais, não é a falta de assistência médica, mas sim pobreza e ignorância nutricional que fazem da mortalidade materna um grande problema. Raquitismo, por exemplo, é prevalente em filhas de mulheres desnutridas, resultando em deformação da pelve e aumento do risco de hemorragia em cenários de anemia. Argumentam que mulheres que planejam UC hoje (muitas em segundo ou terceiro filho, com “pelve comprovada”) o fazem com amplo acesso à informação e autocuidado, estando mais preparadas do que as que dependem de prestadores.
Algumas também afirmam que as taxas de mortalidade materna em hospitais são obscurecidas por registros sob “anestesiologia”. Evidências indicam, porém, que, se isso ocorre, explica apenas fração pequena: um estudo listou a participação total de causas relacionadas à anestesia em 5,2% das mortes maternas. Um estudo sobre mortalidade materna relacionada à anestesia nos EUA entre 1979 e 2002 encontrou participação de 1,6%, com queda de 59% entre os períodos analisados.
Outros pontos dessa resposta também são questionados por pesquisas. Primeiro, análise histórica de Europa e EUA concluiu que, em países desenvolvidos, o principal determinante da mortalidade materna antes de 1937 — e de seu declínio desde os anos 1930 — não foram níveis de pobreza e desnutrição, mas o padrão geral do cuidado materno prestado pelos acompanhantes de parto.
Segundo, quanto à alegação de que o parto sem assistência é “natural”, pesquisadores em Paleoantropologia afirmam que o parto assistido é, na verdade, um aspecto evolutivo central da humanidade, podendo remontar a cinco milhões de anos, quando ancestrais humanos passaram a andar eretos.

### IncidenteJoyous Birth
Em 27 de março de 2009, Janet Fraser, importante defensora do UC e coordenadora nacional do popular site Joyous Birth, perdeu o bebê durante um parto assistido apenas pelo parceiro e por uma amiga. Em entrevista cinco dias antes ao The Sunday Age, Fraser, então no início do trabalho de parto, afirmou que não havia consultado profissionais durante a gestação e que pretendia parir em casa sem parteira. A causa da morte foi relatada como parada cardíaca. Um inquérito do legista em 2012 concluiu que a morte de Roisin Fraser resultou de complicação por enovelamento do cordão, quase certamente evitável se o parto tivesse ocorrido em maternidade, e provavelmente evitável se, em casa, tivesse havido parteira registrada. Constatou ainda que a alegação de Fraser de “violação de parto” em seu primeiro parto seguiu-se a um parto domiciliar planejado com parteira, no qual ela própria solicitou transferência para hospital para anestesia peridural e, depois, pediu parto cesariano sem indicação médica e contra aconselhamento.